# Золотич, Нермин
Нермин Золотич (босн. Nermin Zolotić; род. 7 июля 1993, Сараево) — боснийский футболист, защитник клуба «Каза Пия» и сборной Боснии и Герцеговины.

## Клубная карьера

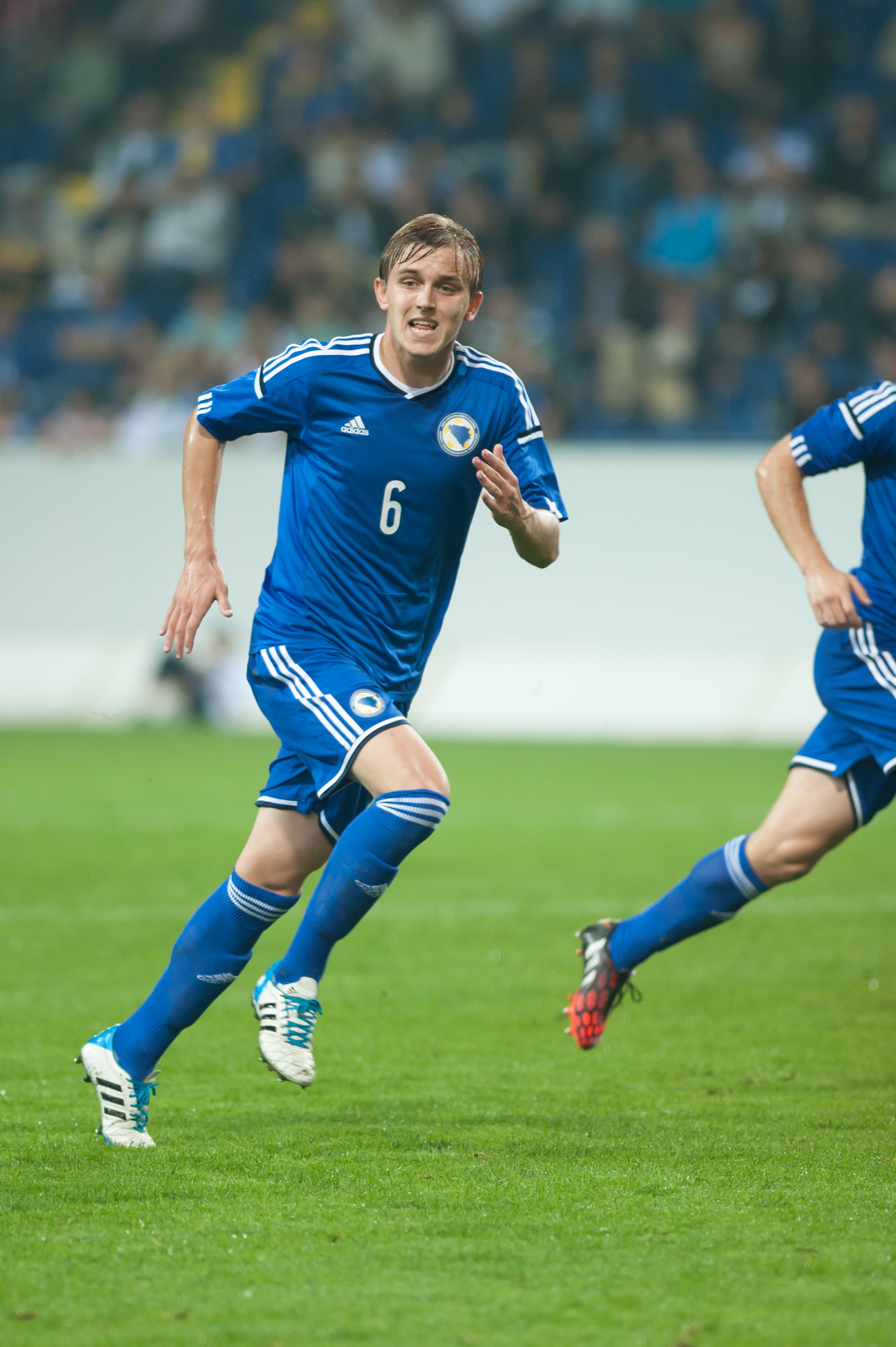
Золотич в составе сборной Боснии и Герцеговины

Золотич — воспитанник клуба «Железничар». 12 марта 2011 года в матче против «Травника» он дебютировал в чемпионате Боснии и Герцеговины. 12 апреля 2014 года в поединке против «Олимпик Сараево» Нермин забил свой первый гол за «Железничар». В составе клуба игрок он дважды выиграл чемпионат и завоевал Кубок Боснии и Герцеговины. 
Летом 2014 года Золотич перешёл в бельгийский «Гент». 267 июля в матче против «Серкль Брюгге» он дебютировал в Жюпиле лиге. В своём дебютном сезоне игрок стал чемпионом страны. Летом  2015 года Нермин был арендован хорватским «Истра 1961». 16 августа в матче против «Загреба» он дебютировал в чемпионате Хорватии. В 2016 году игрок был арендован «Железничаром».
Летом 2016 года Золотич перешёл в «Руселаре». 5 августа в матче против «Льерса» он дебютировал в Челленджер Про Лига. 5 августа 2017 года в поединке против «Роял Юнион Тюбиз-Брен» Нермин забил свой первый гол за «Руселаре». В 2020 году Золотич перешёл в португальский клуб «Каза Пия». 17 октября в матче против дублёров «Порту» он дебютировал в Сегунда лиге. 1 декабря в поединке против «Шавиша» Нермин забил свой первый гол за «Каза Пия». В 2022 году игрок помог клубу выйти в элиту. 7 августа в матче против «Санта-Клара» он дебютировал в Сангриш лиге. 

## Международная карьера
19 ноября 2023 года в отборочном матче чемпионата Европы 2024 против сборной Словакии Золотич дебютировал за сборную Боснии и Герцеговины. 

## Достижения
Клубные
 «Железничар»
- Победитель чемпионата Боснии и Герцеговины (2) — 2011/2012, 2012/2013
- Обладатель Кубка Боснии и Герцеговины (2) — 2010/2011, 2011/2012

 «Гент»
- Победитель Жюпиле лиги — 2014/2015
- Обладатель Суперкубка Бельгии — 2015